# Перегудов, Алексей Иванович
Алексе́й Ива́нович Перегу́дов (12 марта 1913 года — 30 сентября 1943 года) — советский офицер, в годы Великой Отечественной войны штурман эскадрильи 34-го гвардейского бомбардировочного авиационного полка (276-я бомбардировочная авиационная дивизия, 13-я воздушная армия, Ленинградский фронт), гвардии капитан. Герой Советского Союза.

## Биография
Родился 12 марта 1913 года в пригородной слободе Кукуй уездного города Сапожок в семье крестьянина. Русский. Окончил 7 классов и профессионально-техническую школу. Работал токарем на 1-м Московском государственном часовом заводе, затем в совхозе.
В Красной Армии с 1935 года. В 1936 году окончил школу младших авиационных специалистов, а в 1938 году — эту же школу по лётному профилю. Участник советско-финской войны 1939—1940 годов. Член ВКП(б) с 1939 года.
На фронтах Великой Отечественной войны с октября 1941 года. Сражался на Ленинградском фронте. Летал штурманом бомбардировщика Пе-2 в экипаже гвардии майора Василия Гречишкина.
Штурман эскадрильи 34-го гвардейского бомбардировочного авиационного полка гвардии капитан Перегудов совершил 220 боевых вылетов на бомбардировку аэродромов, артиллерийских батарей, скоплений войск и техники противника. Из них 164 — ночью.
Штурманский состав эскадрильи Алексея Перегудова считался лучшим в 34-м гвардейском Тихвинском Краснознамённом бомбардировочном авиаполку.
О самоотверженности и мастерстве Алексея Перегудова говорится во многих боевых донесениях и в наградном листе:

9.6.43 г. при бомбардировочном налёте ведущим группы на аэродроме Сиверская уничтожено 13 самолётов врага. Подтверждено фотоснимками.
25 июля 1943 года ведущий шести самолётов Пе-2 бомбардировал с пикирования передний край фашистской обороны и мост через реку Мгу. В результате прямого попадания мост разрушен.
28 августа 1943 года бомбовым ударом по эшелонам врага на станции Тосно уничтожено и сожжено 3 железнодорожных состава.
7 сентября 1943 года преодолев сильный огонь зенитной артиллерии противника, точным бомбометанием с пикирования уничтожил дальнобойную батарею фашистов, обстреливавшую Ленинград.

30 сентября 1943 года пятёрка Пе-2 шла на выполнение боевой задачи по уничтожению тяжёлой артиллерийской батареи противника в районе деревни Павкуля. При подходе к цели самолёты попали под сильный зенитный огонь противника. Когда самолёт был подбит и загорелся, А. И. Перегудов направил его на артиллерийские позиции, совершив огненный таран.
Указом Президиума Верховного Совета СССР «О присвоении звания Героя Советского Союза офицерскому составу военно-воздушных сил Красной Армии» от 4 февраля 1944 года за «образцовое выполнение боевых заданий командования на фронте борьбы с немецкими захватчиками и проявленные при этом отвагу и геройство» был удостоен посмертно звания Героя Советского Союза.
Похоронен на площади у Большого Гатчинского дворца. 5 ноября 1959 года его останки были перенесены на Новое городское кладбище.

## Память
В посёлке Сапожок Рязанской области его именем названа улица, а на здании СПТУ № 1 установлена мемориальная доска. В городе Гатчина Ленинградской области на улице его имени установлен бюст Героя.
30 апреля 2008 года Совет депутатов Гатчинского муниципального района Ленинградской области принял решение о присвоении Гатчинскому Лицею № 3 имени Героя Советского Союза Перегудова Алексея Ивановича.

## Награды
- Герой Советского Союза (4 февраля 1944, посмертно);
- орден Ленина (4 февраля 1944, посмертно);
- два ордена Красного Знамени;
- орден Отечественной войны I степени;
- орден Красной Звезды;
- медали.

## Прочие факты
После войны было установлено, что Иван Марченко, стрелок-радист экипажа Гречишкин—Перегудов, не погиб, а, выброшенный встречным потоком воздуха из самолёта в момент пикирования, чудом остался жив. В бессознательном состоянии попал в плен и прошёл через немецкие концлагеря. Он подтвердил, что до самого последнего момента горящий самолёт не падал, а пикировал на цель. Лётчик и штурман действительно вели машину на «соколиный удар», «предпочитая героическую смерть позорному плену», как это отмечено в наградном листе.